# Nam Ou
La Nam Ou (nâːm ùː, rivière Ou) est un affluent du Mékong coulant entièrement dans le nord du Laos. Elle prend sa source dans la province de Phongsaly, près de la frontière chinoise, et coule vers le sud jusque dans la province de Luang Prabang. Elle s'y jette dans le Mékong au nord de Luang Prabang, au lieu-dit Pak Ou (litt. confluent de la Ou), connu pour ses falaises et ses grottes abritant des centaines de statues de Bouddha.
Son cours de 448 km est en partie navigable. La Nam Ou a joué un rôle important comme axe de communication dans la région. Depuis novembre 2013, conséquence d'un ouvrage hydro-électrique, la Nam Ou n'est plus navigable en aval de Nong Khiao.